# Michael Milberger
Michael Milberger, nacido Michał Milberger en Varsovia, fue un escultor polaco, formado en la Unión Soviética . Residente en París desde 1963, donde falleció el 18 de diciembre de 1997. 

## Datos biográficos
Michał Milberger nació en Varsovia el año 1920.
Su formación artística comenzó en la escuela de Bellas Artes de Varsovia. En 1939, al comienzo de la Segunda Guerra Mundial, se encontraba en Moscú. Gran parte de su familia sucumbió en el gueto de Varsovia. Se graduó en Artes en Moscú, fue profesor de la Academia en 1955, después de obtener su doctorado.
Se estableció en París en 1963. Su estudio estuvo en la rue Borromée del XV Distrito de París.·
Falleció el 18 de diciembre de 1997, a los 77 años, hace 27 años y está sepultado en el cementerio de Bagneux, al sur de París.
Obras
- Madre e hijo, escultura donada por el artista en 1983 al Museo Casa de los Combatientes del Gueto,[nota 2] en Israel.[2]